# ديما نشاوي
ديما نشاوي ((بالعربية: ديما نشاوي)؛مواليد 1980) فنانة وناشطة في مجال حقوق الأطفال السوريين المقيمين في بيروت. كانت رسامة ومهرجة، وقد أسست مشروع  مبادرة ذاكرة الثقافة السورية  [الإنجليزية] (MISC).

## سيرة شخصية
درست النشاوي علم الاجتماع في جامعة دمشق، ثم درست الماجستير في الفنون في كينجز كوليدج لندن. في عام 2001، بدأت في عمل تصميمات رسومية وكوميدية. في عامي 2010 و 2011، أقامت معرضها الأول لدعم اللاجئين تحت مظلة المفوضية، لدعم الأطفال المصابين بالسرطان تحت رعاية المنظمة السورية غير الحكومية بسمة. يركز فنها على الذاكرة الجمعية السورية، والتجارب الشخصية، والدفاع عن سجناء الرأي، والمختفين قسراً.  تريد نقل ذاكرة الصراع في سوريا، وتشكيل الهوية المستقبلية للبلد.
انضمت في فبراير 2014 إلى  Clown Me In  [الإنجليزية] (CMI)، والتي عملت معها كمهرج في الشارع تحت اسم Nseet ("لقد نسيت" باللغة العربية). تقوم شخصيتها بأداء ساخر على ذاكرتها قصيرة المدى لنشر الفرح والضحك. استمر هذا حتى سبتمبر 2015، عندما سافرت إلى لندن للحصول على درجة الماجستير في الفنون والإدارة الثقافية في جامعة كينجز كوليدج . عادت في فبراير 2017 إلى بيروت وعادت إلى CMI، وهي أيضًا جزء من معهد Asfari للمجتمع المدني والمواطنة.
أدرجت في قائمة BBC التي تضم 100 امرأة ملهمة ومؤثرة من جميع أنحاء العالم لعام 2018.

## روابط خارجية
- يوم المرأة العالمي بودكاست حلقة مقابلة مع النشاوي
- معرض على الإنترنت لعملها
- مقابلة مع النشاوي